# Mert Çetin
Yıldırım Mert Çetin (ur. 1 stycznia 1997 w Ankarze) – turecki piłkarz występujący na pozycji obrońcy w klubie Kayserispor, do którehgo jest wypożyczony z Hellas Verona oraz w reprezentacji Turcji. Wychowanek Gençlerbirliği, w trakcie swojej kariery grał także w takich zespołach, jak Hacettepe oraz AS Roma.